# Nobuyasu Okabayashi
Nobuyasu Okabayashi (岡林 信康, Okabayashi Nobuyasu, né le 22 juillet 1946 à Ōmihachiman) est un auteur-compositeur-interprète japonais de musique folk. On l'appelle parfois le "Bob Dylan du Japon".

## Jeunesse
Sa maison d'enfance est l'église de son père (établie par William Merrell Vories, le fondateur d'OMI Medical Supplies Corp). Chrétien à l'origine, il commence à douter du travail de sa famille avec de jeunes délinquants et cherche a s'en éloigner. Il se lance dans le socialisme, et après avoir rencontré le chanteur folk Takashi Tomoya, il commence à jouer de la guitare.
Après des études au collège d'Oumikyoudai et au lycée de la ville de Ritsuyoukai dans la préfecture de Shiga, en 1966, Okabayashi entre au département de théologie du Collège Doushisha.

## Carrière
En 1968, il participe au troisième "Folk Camp" à Tokyo. En septembre avec Victor Records, il sort « Sanya Blues », une chanson sur la vie à San'ya avec des travailleurs journaliers. L'année suivante, il sort plusieurs singles. En raison du contenu de ses chansons, beaucoup d'entre elles sont interdites de diffusion. Il aborde les thèmes de la critique de la société de consommation et de la discrimination contre les burakumin. On l'appelle le « dieu du folk », mais en raison de conflits  dans le monde professionnel de la musique, de la pression qu'il ressent de la part de son entourage pour maintenir son image et de nouvelles envies (il commence à sentir qu'il a atteint une impasse avec ses chansons de protestation directes, et il explore la transition vers le rock comme solution), en mai de l'année suivante, il disparaît temporairement des yeux du public. Son premier album, Watashi wo danzai seyo (わたしを断罪せよ), est publié par URC Records plus tard cette année-là,.
En 1970, le nouveau groupe Happy End commence à jouer en tant que groupe d'accompagnement d'Okabayashi et ensemble, ils enregistrent son deuxième album Miru Mae ni Tobe (見るまえに跳べ). Ses apparitions sur scène se font rares.
En 1973, Okabayashi reprend sa carrière et change de label pour Sony. Il sort des albums de rock. Des chansons contenant des métaphores à la Dylan font partie de ses albums, qui sont bien accueillis, mais comme d'habitude, les attentes de ses fans sont élevées. Okabashi se décommande plusieurs fois lors de concerts, et finalement, il se retire et va vivre dans une communauté agricole près de Kyoto.
Pendant cette periode, il interprète du enka. Il collabore notamment avec Hibari Misora. En 1975, Okabayashi changé de label pour Columbia Music Entertainment. Il sort trois albums, dont une compilation éponyme de ses meilleurs succès et un album auto-narré intitulé "Love Songs".
En 1978, Okabayashi commence à travailler sur son album "Serenade", et il développe un son fortement parodique, qu'il surnomme sa "nouvelle scène musicale". Il re-signe avec son ancien label, Victor En 1980, il chante "The Prayer of G", qui est utilisée comme chanson de fin pour le drame télévisé "Hattorihanzou, The Shadow of the Army Corps" ou "Shadow Warriors" avec Sonny Chiba.
Au milieu des années 1980, après avoir été abandonné des grandes maisons de disques, il entame la tournée "Bare Knuckle Review" où il parcourt le Japon, accompagné d'une guitare et d'un harmonica, chantant dans son ancien style folk. À partir de cette période, il commence à rechanter les chansons pour lesquelles il était connu à ses débuts. De plus, dans le même temps, il adopte un rythme inspiré des chansons folkloriques japonaises et crée un genre rock unique qu'il appelle "enyatto"[réf. nécessaire]. En 1987, il sort une cassette indépendante intitulée "Dancing to Enyatto". Après cela, il sort un album avec Toshiba et effectue une tournée dans tout le pays.
Le 20 octobre 2007, il joue au "Off-Season Flowering Live Concert" après 36 ans d'absence. En 2010, Toshiba EMI sort la reprise par Okabayashi de la chanson de Hibari Misora, « Requiem - Le Cœur de Misora Hibari ».

## Lire aussi
- James Dorsey, "Breaking Records: Media, Censorship, and the Folk Song Movement of Japan's 1960's", in Asian Popular Culture: New, Hybrid, and Alternate Media, éd. par John A. Lent et Lorna Fitzsimmons (Lanham, MD : Lexington Books, 2013), p. 79-107.